# Johnny Smith
Johnny Smith (* 25. Juni 1922 in Birmingham, Alabama; † 11. Juni 2013 in Colorado Springs; eigentlich John Henry Smith, Jr.) war ein US-amerikanischer Gitarrist des Cool Jazz und Mainstream Jazz. Er begleitete Stan Getz bei dessen Roost-Sessions um 1952.

## Leben und Wirken
Johnny Smith war der Sohn eines Hüttenarbeiters und Amateur-Banjospielers. Während der amerikanischen Depressionszeit in den 1920er-Jahren zog seine Familie nach der Schließung der Fabrik seines Vaters in Birmingham nach New Orleans und Chattanooga in Tennessee, und schließlich wuchs er in Portland (Maine) auf.
Smith war Autodidakt auf der Gitarre und begann seine Karriere 1939 in einer Hillbilly-Gruppe, namens Uncle Lem and the Mountain Boys, einer lokalen Band. Mit ihr tourte er durch Maine und trat bei Tanzfesten und Hochzeiten auf.
Nachdem er sein Interesse für Jazz (vor allem über das Radio) entdeckt hatte (seine Vorbilder waren Charlie Christian, Django Reinhardt und Les Paul), verließ Smith mit achtzehn Jahren die Mountain Boys und gründete ein Trio, The Airport Boys, mit dem er Jazz spielte. Von 1942 bis 1946 spielte er in einer Air-Force-Band Trompete, was er sich selbst wie sein Gitarrenspiel selbst beibrachte, und in einer Air Force Jazz Combo (bestehend aus zwei Gitarren, Mandoline und Bass), was ihm auch eine Einladung von Glenn Miller verschaffte, nachdem er die Band hörte. Nach dem Krieg arbeitete er als Studiomusiker beim lokalen Sender von NBC in Portland, wobei er gleichzeitig in Nachtclubs und Trompete in einem Vaudeville Theater spielte. Von 1947 bis 1953 arbeitete Smith als Studiomusiker (Gitarre und Trompete) und Arrangeur im New Yorker Hauptsender von NBC in den verschiedensten Musikgenres.
Am meisten in Erinnerung bleiben wird seine Begleitung von Stan Getz 1952 auf dem Roost Jazzlabel, für das er auch bis 1960 mehrere Platten als Leader aufnahm.
Sein wohl berühmtestes Album in dieser Zeit war Moonlight in Vermont, das Smith mit den beiden  Saxophonisten Stan Getz und Zoot Sims einspielte. Dieses Quintet mit Getz verhalf ihm zu internationalem Ruhm. Er tourte mit den Bigbands von Stan Kenton und Count Basie.
Seine wohl bekannteste Komposition war der Titel Walk, Don’t Run, den er 1955 aufnahm und der auf den Akkorden von Softly, as in a Morning Sunrise beruht. Das Stück wurde später unter anderem von Chet Atkins interpretiert und von der Pop-Band The Ventures vereinfacht übernommen und 1960 zu einem Hit gemacht, der die Charts eroberte.
Johnny Smith, der auch mit Jeri Southern arbeitete, verließ die Jazzszene in den 1960er-Jahren und zog bereits 1958 nach Colorado, um dort als Lehrer zu arbeiten und eine Musikalien-Handlung zu betreiben. Ein Hauptgrund war, dass er sich nach dem Tod seiner zweiten Ehefrau 1958 allein um seine Tochter kümmern musste; zudem wohnten in Colorado Springs zwei seiner Brüder und seine Mutter. Er trat, nachdem er anfangs noch Kontakt zur Jazzszene in New York gehalten hatte und dort gelegentlich zum Beispiel im Birdland aufgetreten war, ab Anfang der 1960er Jahre nur noch lokal auf. Er spielte unter anderem Gitarren von John D'Angelico (1905–1964) und arbeitete als Gitarren-Entwickler für Firmen wie Guild, Gibson und Heritage und trat noch gelegentlich auf Gibson-Jazzpartys in Colorado auf.
1998 erhielt er die James Smithson Bicentennial Medal der Smithsonian Institution. 1954 und 1955 gewann er die Metronome Polls in Gitarre und in denselben Jahren die Leser-Polls von Down Beat.
Johnny Smith starb 90-jährig am 11. Juni 2013 in seinem Haus in Colorado Springs. Er war dreimal verheiratet, seit 1960 mit seiner dritten Ehefrau Sandy, mit der er zwei Söhne hatte. Außerdem hatte er eine Tochter aus zweiter Ehe.

## Sein Stil
Johnny Smith hat im Gegensatz zum „dropped-tone-system“ (dabei wird der zweite Ton eines Klavier-Akkords von oben ganz nach unten verlegt und erleichtert damit das Spielen auf der Gitarre) dank seiner großen Hände "ungedropped" spielen können und „mit seiner dicht harmonisierenden Melodie-Darstellung in retardierendem Rhythmus noch vor Tal Farlow das ‚Block Chording‘ auf der Gitarre durchgesetzt. Der neben Billy Bauer und Jimmy Raney wichtigste Gitarrist des Cool Jazz schuf damit“, so Joachim Ernst Berendt, „eine ganze Welt satter, frugaler spätromantischer Klänge […]“ Die mit Stan Getz eingespielte Aufnahme von Moonlight in Vermont mit Smiths Gitarrensolo und ihre Version des Jazzstandards Tenderly gelten inzwischen als Klassiker des Jazz und Inbegriff der Cool-Ästhetik.

## Auswahldiskografie
- Johnny Smith Quintet: Zoot Sims – The Complete 1944–1954 Small Group Sessions (Master Takes, Vol. 3) (Blue Moon)
- Johnny Smith: Moonlight in Vermont (Fresh Sound, 1952–53) mit Stan Getz, Sanford Gold
- Stan Getz: The Complete Roost Recordings (Roost, 1950–1954)
- Johnny Smith, Stan Getz: Stan Getz – The Complete 1948–1952 Quintet Sessions (Blue Moon)
- Ruth Price, Johnny Smith: Ruth Price Sings with the Johnny Smith Quartet (Fresh Sound Records, ca. 1955)
- Jeri Southern: Jeri Southern Meets Johnny Smith (Fresh Sound Records, ca. 1955)
- Johnny Smith: The Johnny Smith Foursome (Roost/Fresh Sound Records, 1956)
- Johnny Smith: Johnny Smith and His New Quartet (Roost/Fresh Sound Records, 1956)
- Johnny Smith: The Johnny Smith Foursome, Vol. 2 (Roost/Fresh Sound Records, 1957)
- Johnny Smith: The Sound of Johnny Smith’s Guitar (Roost/Fresh Sound Records, 1961) mit Hank Jones

## Lexikalische Einträge
- Leonard Feather, Ira Gitler: The Biographical Encyclopedia of Jazz. Oxford University Press, New York 1999, ISBN 0-19-532000-X.
- Martin Kunzler: Jazzlexikon. Rowohlt, Reinbek 1993